# Секст Нераний Капитон
Секст Нераний Капитон (на латински: Sextus Neranius Capito) е сенатор и политик на Римската империя през 1 век.
През 80 г. е суфектконсул заедно с Луций Ацилий Страбон.